# 莱维尼昂
莱维尼昂（法語：Lévignen，法語發音：[leviɲɑ̃]）是法国瓦兹省的一个市镇，位于该省东南部，属于桑利斯区。

## 地理
莱维尼昂（49°11'49"N, 2°54'52"E）面积13.9 平方千米，位于法国上法蘭西大區瓦兹省，该省份为法国北部内陆省份，北起索姆省，西接厄尔省和滨海塞纳省，南至塞纳-马恩省和瓦兹河谷省，东临埃纳省。
与莱维尼昂接壤的市镇（或旧市镇、城区）包括：巴尔尼、布瓦西-弗雷努瓦、瓦卢瓦地区克雷皮、贡德勒维尔、奥尔穆瓦勒达维安、奥尔穆瓦维莱尔、鲁维尔。

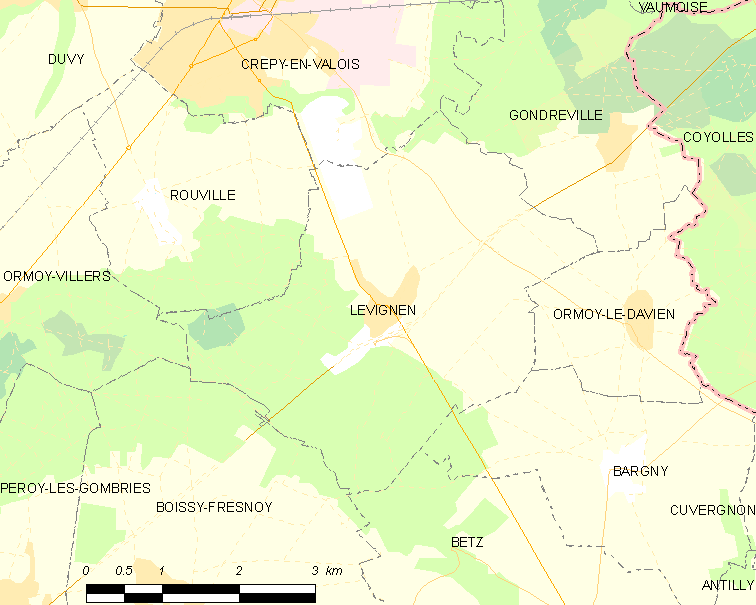
莱维尼昂的OSM定位图

莱维尼昂的时区为UTC+01:00、UTC+02:00（夏令时）。

## 行政
莱维尼昂的邮政编码为60800，INSEE市镇编码为60358。

## 政治
莱维尼昂所属的省级选区为楠特伊勒欧杜安县。

## 人口

1962-2008年间莱维尼昂人口变化图示

莱维尼昂于2022年1月1日时的人口数量为1014人。